# Pandokos (Vater der Palaistra)
Pandokos (altgriechisch Πάνδοκος Pándokos, deutsch ‚der alle Aufnehmende‘) ist eine Person der griechischen Mythologie.
Er ist der Vater der Palaistra und von zwei ringkämpfenden Söhnen, sein Haus befindet sich an einer Wegkreuzung. Fremde, die in dem verkehrsgünstigen Haus einkehren, werden von Pandokos alle ermordet. Seine Tochter Palaistra bittet darum ihren Geliebten Hermes, als dieser in ihrem Haus einkehrt, ihren Vater zu töten.
Der Mythos ist im Etymologicum magnum überliefert, wo die Benennung der Gasthäuser für Auswärtige Pandokeia (πανδοκεῖα pandokeía) auf ihn zurückgeführt wird. Eine späte Form des Mythos ist bei Servius zu finden.